# Infatuation
Infatuation is een nummer van de Britse zanger Rod Stewart uit 1984. Het is de eerste single van zijn dertiende studioalbum Camouflage.
"Infatuation" gaat over een man die zo geobsedeerd is door een vrouw, dat hij roekeloos en incapabel wordt. De gitaar in het nummer wordt gespeeld door Jeff Beck, die ook een cameo maakt in de bijbehorende videoclip. Het nummer werd een (bescheiden) hit in Europa en Noord-Amerika, met bijvoorbeeld een 27e positie in het Verenigd Koninkrijk. In de Nederlandse Top 40 bereikte het een26e positie, terwijl het in de Vlaamse Radio 2 Top 30 meer succes kende met een 20e positie.